# John Goodman
John Goodman, właśc. Jonathan Stephen Goodman (ur. 20 czerwca 1952 w Affton) – amerykański aktor i komik.
10 marca 2017 otrzymał własną gwiazdę w Alei Gwiazd w Los Angeles znajdującą się przy 6767 Hollywood Boulevard.

## Życiorys
Urodził się w Affton w Missouri, w hrabstwie St. Louis w rodzinie baptystów południowych pochodzenia angielskiego, niemieckiego i walijskiego. Jego matka, Virginia Roos (z domu Loosmore), była kelnerką w Jack and Phil’s Bar-B-Que, pracowała w sklepie, a także zajmowała się praniem, aby utrzymać rodzinę. Jego ojciec, Leslie Francis Goodman, był pracownikiem poczty, który zmarł na atak serca, gdy John miał dwa lata. Goodman ma młodszą siostrę Elisabeth, urodzoną sześć miesięcy po śmierci ojca, oraz starszego o 14 lat brata, Leslie.
W 1970 ukończył Affton High School, gdzie grał w futbol amerykański i interesował się teatrem. Uczęszczał do Meramac Community College w St. Louis w Missouri. Otrzymał stypendium piłkarskie na Missouri State University (wówczas zwanym Southwest Missouri State University lub SMSU) w Springfield. Związał się z bractwem Sigma Phi Epsilon. W 1975 ukończył studia na wydziale teatralnym Southwest Missouri State University w Springfield. Był zaangażowany w działalność Tent Theatre w Springfield z Kathleen Turner i Tess Harper.
Po przeprowadzce do Nowego Jorku w 1975, utrzymywał się z występów w teatrach dla dzieci i teatrach obiadowych. Dorabiał też jako statysta w sztukach off-broadwayowskich i reklamach telewizyjnych oraz bramkarz.
Sławę przyniosła mu rola w sitcomie Roseanne oraz postać Freda Flintstona w filmie Flintstonowie.
Jedną z jego nielicznych ról niekomediowych była postać Glena Allena Walkena w serialu telewizyjnym Prezydencki poker, konserwatywnego spikera Izby Reprezentantów, który został na krótki czas prezydentem Stanów Zjednoczonych po dobrowolnym czasowym wycofaniu się poprzednika.
W 1997 wprowadzony do St. Louis Walk of Fame.
Występował w zespole The Blues Brothers pod pseudonimem „Mighty” Mack Blues.

## Życie prywatne
W 1988 poznał Annę Beth, z którą się ożenił 27 października 1989. Mają córkę Molly Evangeline (ur. 31 sierpnia 1990).

## Filmografia
- 1978: Jailbait Babysitter
- 1983: Dopaść Ediego (Eddie Macon’s Run)
- 1983: The Face of Rage
- 1983: Heart of Steel
- 1984: C.H.U.D.
- 1984: Kochankowie Marii (Maria’s Lovers)
- 1984: Zemsta frajerów (Revenge of the Nerds)
- 1985: Słodkie marzenia (Sweet Dreams)
- 1986: Prawdziwe historie (True Stories)
- 1987: Raising Arizona
- 1987: Wielki luz (The Big Easy)
- 1987: Murder Ordained
- 1987: Włamywaczka (Burglar)
- 1988: To nie ci faceci (The Wrong Guys)
- 1988: Everybody’s All-American
- 1988–1997: Roseanne
- 1988: Puenta (Punchline)
- 1989: Morze miłości (Sea of Love)
- 1989: Na zawsze (Always)
- 1989: Simpsonowie (The Simpsons) (głos)
- 1990: Pająki (Arachnophobia)
- 1990: Stella[15]
- 1991: Król Ralph (King Ralph)
- 1991: Barton Fink
- 1992: Babe (The Babe)
- 1993: Born Yesterday
- 1993: Opowieść o dinozaurach (We’re Back! A Dinosaur’s Story, głos)
- 1993: Frosty Returns (głos)
- 1993: Przedstawienie (Matinee)
- 1993: Hudsucker Proxy (The Hudsucker Proxy)
- 1994: Flintstonowie (The Flintstones)
- 1995: Tramwaj zwany pożądaniem (A Streetcar Named Desire)[16]
- 1995: Gruba ryba (Kingfish: A Story of Huey P. Long)
- 1996: Gruszki na wierzbie (Pie in the Sky)
- 1996: Matka Noc (Mother Night)
- 1997: Pożyczalscy (The Borrowers)
- 1998: Nie wierzcie bliźniaczkom (The Parent Trap)
- 1998: W sieci zła (Fallen)
- 1998: Big Lebowski (The Big Lebowski)
- 1998: Brudna robota (Dirty Work)
- 1998: Rudolf czerwononosy renifer (Rudolph the Rednosed Reindeer; głos)
- 1998: Blues Brothers 2000
- 1999: Posłaniec (The Runner)[17]
- 1999: Jack Bull (The Jack Bull)
- 1999: Ciemna strona miasta(Bringing Out the Dead)
- 1999: Nowe wcielenie (Now and Again)
- 2000: Hitting the Wall
- 2000: Wygrane marzenia (Coyote Ugly)
- 2000: Nowe szaty króla (The Emperor’s New Groove; głos)
- 2000: Bracie, gdzie jesteś? (O Brother, where are thou?)
- 2000: Rocky i Łoś Superktoś (The Adventures of Rocky and Bullwinkle)
- 2000: Z księżyca spadłeś? (What Planet Are You From?)
- 2001: Mój pierwszy książę (My First Mister)
- 2001: O czym marzą faceci (One Night at McCool’s)
- 2001: Opowiadanie (Storytelling)
- 2001: Potwory i spółka (Monsters, Inc.; głos)
- 2001: Na krawędzi (On the Edge (II))
- 2002: Szemrany interes (Dirty Deeds)
- 2002: Nowy samochód Mike’a (Mike’s New Car; głos)
- 2003: Jeźdźcy Apokalipsy (Masked and Anonymous)
- 2003: Masked & Anonymous Exposed
- 2003: Księga dżungli 2 (The Jungle Book 2; głos)
- 2004: Sposób na kobietę (Home of Phobia, Freshman Orientation)
- 2004: Beyond the Sea
- 2004: Wielka przygoda Clifforda (Clifford’s Really Big Movie; głos)
- 2004: Father of the Pride (głos)
- 2005: Marilyn Hotchkiss’ Ballroom Dancing and Charm School
- 2006: Rok bez Mikołaja (The Year Without a Santa Claus)
- 2007: Film o pszczołach (Bee Movie)
- 2007: Evan Wszechmogący (Evan Almighty)
- 2007: Wyrok śmierci
- 2008: Speed Racer
- 2010: Jack, jakiego nie znacie (You Don’t Know Jack)
- 2010: Drunkboat
- 2010–2011: Treme – jako Creighton Bernette
- 2011: Czerwony stan (Red State)
- 2011: Artysta (The Artist)
- 2011: Układy (Damages), seria 4
- 2012: Operacja Argo (Argo)
- 2012: Lot (Flight)
- 2013: Co jest grane, Davis? (Inside Llewyn Davis)
- 2014: Gracz
- 2015: Trumbo
- 2015: Kochajmy się od święta (Love the Coopers)[18]
- 2016: Cloverfield Lane 10 (10 Cloverfield Lane)
- 2016: Dzień patriotów (Patriots Day)
- 2017: Bunyan and Babe
- 2017: Kong: Wyspa Czaszki (Kong: Skull Island)
- 2017: Atomic Blonde
- 2017: Valerian i miasto tysiąca planet (Valerian and the City of a Thousand Planets; głos)
- 2017: Transformers: Ostatni rycerz (Transformers: The Last Knight; głos)
- 2018-2025: The Conners
- 2019: Captive State

## Nagrody
| Rok  | Nagroda                  | Kategoria                                         | Film                                                                         |
| ---- | ------------------------ | ------------------------------------------------- | ---------------------------------------------------------------------------- |
| 1989 | People’s Choice Award    | Ulubiony aktor w nowym serialu telewizyjnym       | –                                                                            |
| 1993 | Złoty Glob               | Najlepszy aktor w serialu komediowym lub musicalu | Roseanne (1992)                                                              |
| 2001 | People’s Choice Award    | Ulubiony aktor w nowym serialu telewizyjnym       | Normal, Ohio (2000)                                                          |
| 2007 | Emmy                     | Najlepszy gościnny aktor w serialu dramatycznym   | Studio 60 (2006)                                                             |
| 2012 | National Board of Review | Nagroda Reflektor                                 | Operacja Argo (2012) Lot (2012) ParaNorman (2012) Dopóki piłka w grze (2012) |
| 2014 | Nagroda Satelita         | Najlepszy aktor w serialu komediowym lub musicalu | Dom Alfa (2013)                                                              |
| 2017 | Nagroda Saturn           | Najlepszy aktor drugoplanowy                      | Cloverfield Lane 10 (2016)                                                   |